# Clásico RCN 2015
Le Clásico RCN Claro 2015 est la cinquante-cinquième édition du Clásico RCN. Elle se dispute du 25 septembre au 4 octobre 2015, en Colombie.
La course mène les coureurs de Villavicencio (département du Meta) à Ibagué (département du Tolima).
Dix-neuf équipes disputent la compétition pour un total de 177 coureurs.
Le vainqueur de l'épreuve est le Colombien Omar Mendoza.

## Équipes participantes
| Équipe                                                       | Principaux engagés                                                                     |
| Movistar Team América                                        | Óscar Soliz, Omar Mendoza, Cristian Talero                                             |
| Aguardiente Antioqueño - IDEA - Lotería de Medellín          | Mauricio Ortega, Robinson Chalapud, Cristhian Montoya, Rafael Montiel, Jairo Salas     |
| Redetrans - Super Giros                                      | Dalivier Ospina, Cristian Tamayo                                                       |
| Raza de Campeones - Lotería de Boyacá - Indeportes Boyacá    | Javier Gómez, José Leonel Díaz, Jeffry Romero                                          |
| Formesan - Bogotá Humana - Construval                        | Francisco Colorado, Carlos Becerra, Jordan Parra                                       |
| EPM - UNE                                                    | Óscar Sevilla, Stiber Ortiz, Juan Pablo Rendón, Jhon Anderson Rodríguez, Weimar Roldán |
| Mundial de Tornillos - Pijaos                                | Alejandro Serna, Yefferson Vargas                                                      |
| Rionegro con más futuro                                      | Marlon Pérez, Kevin Ríos                                                               |
| GW Shimano - Chaoyang - Envía - Kixx                         | Didier Sastoque, Arley Montoya, Aldemar Reyes                                          |
| Alcaldía de Manizales - Ron viejo de Caldas                  | Hernán Parra                                                                           |
| Coldeportes - Claro                                          | Luis Felipe Laverde, Camilo Gómez, Juan Esteban Arango, Fredy Piamonte                 |
| Team Caribe - Coyote Store - Adesa                           | Johan Colón                                                                            |
| EBSA - Indeportes Boyacá                                     | Óscar Rivera, Giovanni Báez, Sebastián Caro, Pedro Herrera, Edwin Sánchez              |
| Strongman-Campagnolo                                         | Richard Carapaz, Steven Calderón, Fernando Camargo                                     |
| Idermeta Inversiones Sersan                                  | Cristian Serrano                                                                       |
| Manzana Postobón                                             | Bernardo Suaza                                                                         |
| Aguardiente Néctar - IMRD Cota - 4WD Rent a Car              | Flober Peña, Álvaro Duarte                                                             |
| Pio Rico - Detergente Gol - Mi Sal                           | Javier Arando                                                                          |
| Liga de Ciclismo del Tolima - Indeportes Tolima - Tolienvios | Freddy González                                                                        |

## Les étapes
| Étape     | Date         | Villes étapes                             |                             | Distance (km) | Vainqueur d’étape | Leader du classement général |
| --------- | ------------ | ----------------------------------------- | --------------------------- | ------------- | ----------------- | ---------------------------- |
| 1re étape | 25 septembre | Villavicencio - Granada - Villavicencio   |                             | 167           | Weimar Roldán     | Weimar Roldán                |
| 2e étape  | 26 septembre | Cumaral - Restrepo                        | Contre-la-montre individuel | 11            | Omar Mendoza      | Weimar Roldán                |
| 3e étape  | 27 septembre | Tocancipá - Villapinzón - Tunja - Duitama |                             | 165           | Camilo Gómez      | Camilo Gómez                 |
| 4e étape  | 28 septembre | Paipa - Tunja - Chiquinquirá - Zipaquirá  |                             | 226           | Richard Carapaz   | Camilo Gómez                 |
| 5e étape  | 29 septembre | Tabio - La Dorada                         |                             | 185           | Freddy González   | Camilo Gómez                 |
| 6e étape  | 30 septembre | La Dorada - El Santuario                  |                             | 183           | Cristhian Montoya | Omar Mendoza                 |
| 7e étape  | 1er octobre  | Itagüí - Chinchiná                        |                             | 174           | Stiber Ortiz      | Omar Mendoza                 |
| 8e étape  | 2 octobre    | Dosquebradas - Yumbo                      |                             | 203           | Rafael Montiel    | Omar Mendoza                 |
| 9e étape  | 3 octobre    | Buga - Alto de La Línea - Ibagué          |                             | 194           | Álvaro Duarte     | Omar Mendoza                 |
| 10e étape | 4 octobre    | Espinal - Girardot - Espinal - Ibagué     |                             | 127           | Alejandro Serna   | Omar Mendoza                 |

## Récit de la course

### 25 septembre: première étape
Avec une heure de retard, le peloton de cent quatre-vingt deux coureurs quitte Villavicencio pour la première étape de cette cinquante-cinquième édition du Clásico RCN. Deux kilomètres avant la deuxième étape volante de la journée, un groupe de douze coureurs s'échappe et obtient jusqu'à 5 min 35 s d'avance. À quarante-trois kilomètres de l'arrivée, réduite à onze, la fugue voit son avantage fondre à 2 min 45 s, sous l'impulsion d'équipes comme Formesan, intéressées par le gain de l'étape. À vingt kilomètres du but, quatre hommes faussent compagnie à l'échappée et se disputent en petit comité la victoire. Weimar Roldán s'impose avec trois secondes d'avance sur Cristian Talero, Edwin Sánchez et Freddy Piamonte. Le peloton est réglé par Juan Esteban Arango, 1 min 17 s plus tard. Roldán s'empare, du même coup, du premier maillot de leader.

### 26 septembre: deuxième étape
La deuxième étape est un contre-la-montre de onze kilomètres qui se déroule dans le département du Meta. Le Metense Omar Mendoza s'y impose et Weimar Roldán conserve la tête du classement général.
Mendoza devance le grand favori Óscar Sevilla et un autre Metense Cristian Serrano de deux secondes. Roldán termine sixième à dix secondes et accroit son avance sur ses dauphins. Il la porte à vingt-huit secondes sur Edwin Sánchez et 1 min 5 s sur Cristian Talero. Dans la lutte pour le titre, le Colombo-espagnol Sevilla fait la meilleure opération en repoussant Mauricio Ortega à douze secondes, Luis Felipe Laverde à vingt-sept et Camilo Gómez à trente.

### 27 septembre: troisième étape
Duitama (département de Boyacá), terme de l'étape voit Camilo Gómez s'imposer et s'emparer du maillot de leader.
De nombreuses échappées émaillent le début de course jusqu'à Tunja, à une cinquantaine de kilomètres du but, où un groupe se détache et obtient plus de quatre minutes d'avance. Le local Sebastián Caro devient leader virtuel de l'épreuve. Les équipes EPM, de Weimar Roldán, et Movistar du tenant du titre Óscar Soliz entreprennent de réduire l'écart. À dix kilomètres de la fin de l'étape, l'écart tombe à 2 min 15 s. Se dresse alors l'Alto de la Tribuna, col de première catégorie. Sebastián Caro et Hernán Parra laissent leurs compagnons de fugue. Parra passe en solitaire au sommet tandis que Caro est rejoint par Robinson Chalapud et Óscar Soliz. Dans les six kilomètres de descente qui mènent à Duitama, Camilo Gómez reprend Hernán Parra puis crée une différence de cinq secondes sur neuf poursuivants (réglés par Chalapud). Ce qui permet à Gómez de devenir le nouveau leader de la course, dans le même temps que Roldán et six secondes devant Mauricio Ortega. Óscar Sevilla perd 1 min 9 s alors que Cristian Tamayo, incapable de suivre le rythme du peloton, abandonne. De plus le Team Caribe - Coyote n'a pas pris le départ pour ne pas avoir apporté les fonds nécessaires à la poursuite de la compétition,.

### 28 septembre: quatrième étape
Le peloton quitte le département de Boyacá et Paipa pour Zipaquirá, et le Cundinamarca. L'Équatorien Richard Carapaz remporte l'étape et se rapproche à quatre secondes du leader Camilo Gómez.
Après environ une cinquantaine de kilomètres de course et quelques tentatives de fugue vite avortées, un groupe de plus d'une vingtaine d'hommes s'échappe et obtient plus de neuf minutes d'avance sur le peloton des favoris. De cette échappée s'isolent José Leonel Díaz et Kevin Ríos. Ríos est le dernier à se faire reprendre par les meilleurs (après quasiment cent-cinquante kilomètres passés en tête), dans l'ascension du col de première catégorie de l'Alto de Tierra Negra, dont Mauricio Ortega franchit le sommet en premier. Malgré une dernière tentative (infructueuse) de Francisco Colorado et de Juan Pablo Rendón à cinq kilomètres du terme, la difficulté de troisième catégorie qui conclut l'étape détermine le classement. Le vainqueur de la Vuelta de la Juventud, Richard Carapaz devance d'une seconde Jeffry Romero et Robinson Chalapud ; Camilo Gomez, quant à lui, n'arrivant que neuf secondes plus tard.

### 29 septembre: cinquième étape
L'étape du jour mène les coureurs du département du Cundinamarca à celui de Caldas. Après un parcours de 185,5 km, elle relie Tabio à La Dorada, où Camilo Gómez conserve sa position et  Freddy González règle le peloton.
Les principaux favoris pour le titre que sont Óscar Sevilla et Mauricio Ortega ont occupé la tête de la course, une bonne partie de la journée. Les hostilités sont déclenchées dans l'ascension du col de première catégorie de l'Alto del Trigo, où Víctor Niño passe en tête au sommet. Ortega le franchit à 26 s, Sevilla 1 min 14 s plus tard, tandis que le peloton principal, avec Gómez en son sein, concède un retard de 2 min 16 s. Cinq coureurs (dont Óscar Sevilla et Mauricio Ortega) se retrouvent en tête dans la descente. Ainsi au passage de la dernière étape volante de la journée, Ortega est leader virtuel de la course. À 43 km de l'arrivée, ils ne sont plus que trois en tête (les deux sus-nommés accompagnés de Cristhian Montoya) avec une avance de 1 min 15 s. Cette échappée prend fin à vingt-cinq kilomètres du terme. Malgré une dernière tentative de fugue avortée à deux kilomètres de l'arrivée, Freddy González prend le meilleur sur une soixantaine de concurrents en devançant Óscar Sevilla, Jeffry Romero et Camilo Gómez.

### 30 septembre: sixième étape
L'épreuve subit un grand chambardement lors de l'étape qui joint La Dorada à El Santuario, dans le département d'Antioquia. Après 183,3 km de course et la victoire de Cristhian Montoya, Omar Mendoza s'empare de la tête du classement général.
Après la première étape volante de la journée, une échappée de cinquante-neuf coureurs se forment sans les principaux favoris au titre, piégés. Au km 130, la fugue compte encore 6 min 12 s d'avance sur le peloton principal. Sur le chemin menant à l'Alto Bonito, col de première catégorie dont le sommet se situe à seulement à 5,5 km du terme, Omar Mendoza attaque et réduit de manière conséquente le groupe d'échappés. Pendant que derrière, les Coldeportes - Claro du leader Camilo Gómez entreprennent une chasse vigoureuse pour réduire l'écart. Dans l'ascension, il ne reste qu'une quinzaine d'hommes devant le peloton. Carlos Becerra s'enfuit et passe en tête au sommet, avec dix-huit secondes d'avance sur Cristhian Montoya, trente-trois sur Luis Felipe Laverde et quarante-six sur Giovanni Báez et Omar Mendoza. Montoya revient sur Becerra dans la descente vers El Santuario et s'impose de quatre secondes, tandis que sept rescapés de la fugue initiale (dont Mendoza) terminent à dix-sept secondes. Bien qu'ayant perdu dix-sept secondes sur Mendoza, dans le final de l'étape, Báez intègre la liste des candidats pour le titre, selon les observateurs. Alors qu'Óscar Soliz et Mauricio Ortega prennent quarante-six secondes au peloton principal dont font partie Camilo Gómez et Óscar Sevilla, ils arrivent toutefois avec un retard de 3 min 2 s. Des favoris au départ, Mauricio Ortega est le premier d'entre eux au classement général mais à 2 min 23 s d'Omar Mendoza.

### 1eroctobre: septième étape
Stiber Ortiz s'impose à Chinchiná tandis qu'Omar Mendoza conserve la tête du classement général. L'étape démarre à quelques hectomètres du sommet de l'Alto de Minas, dans la municipalité d'Itagüí, département d'Antioquia, pour atteindre l'arrivée 174 km plus loin dans celui de Caldas.
Comme souvent les jours précédents, la journée a été émaillée de fugues et de tentatives de fugue. Après le col de deuxième catégorie, un quintet se forme, avec à sa tête Mauricio Ortega, bien décidé à reprendre du temps au leader Omar Mendoza. Quand bien même il obtient jusqu'à 1 min 29 s d'avance, les échappés sont repris à cent-vingt kilomètres de l'arrivée. Puis seize coureurs s'enfuient, même si leur tentative est réduite à néant, quelques mètres plus loin, six hommes prennent la poudre d'escampette. Au passage de la dernière étape volante, le peloton compte plus de trois minutes de retard sur les échappés. À huit kilomètres du terme, Stiber Ortiz s'isole en tête de la course pour terminer l'étape en solitaire. Il devance son coéquipier Jhon Anderson Rodríguez de cinquante secondes, tandis que ses quatre autres compagnons de fugue s'intercalent entre lui et le peloton. Ce dernier finit à 2 min 34 s d'Ortiz, alors qu'Ortega grappille quatre secondes. De nombreuses chutes ont eu lieu lors de cette étape pluvieuse, ainsi Robinson Chalapud choit dans les trois derniers kilomètres,.

### 2 octobre: huitième étape
À Yumbo, Rafael Montiel remporte sa première étape dans un Clásico RCN. Partant du département de Risaralda pour celui du Valle del Cauca, sur une distance de 203 km, la journée voit Omar Mendoza se maintenir au sommet de la hiérarchie.
Au contraire de ce que pouvait prévoir les observateurs, à la veille de l'ascension de l'Alto de la Línea, dernier juge de paix de la compétition, l'étape a été nerveuse, émaillée de nombreuses tentatives d'échappées sollicitant beaucoup les Movistar, pour défendre la position d'Omar Mendoza. Ainsi Mauricio Ortega et Giovanni Báez se glissent dans une fugue à quatre-vingt-deux kilomètres de l'arrivée, obtenant jusqu'à 1 min 26 s d'avance. Même si elle est reprise trente-deux kilomètres plus loin, Báez fut un moment leader virtuel de la course. Alors que le calme semble régner sur le peloton, à vingt-cinq kilomètres du terme, un groupe de neuf hommes trouve l'ouverture et se dispute le gain de l'étape. Rafael Montiel termine légèrement détaché deux secondes devant Pedro Herrera et six devant un trio. Le peloton arrive à trente-quatre secondes avec Mendoza en son sein,.

### 3 octobre: neuvième étape
Álvaro Duarte s'impose à Ibagué et Omar Mendoza repousse tous ses prétendants pour garder le maillot de leader.
Cinq kilomètres après le départ de Buga, dix-sept hommes prennent part à une échappée au long cours qui les verra compter jusqu'à onze minutes d'avance. Steven Calderón, le mieux classé d'entre eux, se retrouve leader virtuel. Passant du département du Valle del Cauca à celui du Quindío pour arriver au pied du col de la Línea, Calderón imprime le rythme et fait éclater le groupe éclaireur. Des six derniers éléments montant de conserve, bientôt seul Yefferson Vargas reste en compagnie de Calderón qui s'isole rapidement. Steven Calderón passe en tête au sommet, devant Vargas et Óscar Soliz, ce dernier issu du groupe principal. Tandis qu'au niveau des favoris, Omar Mendoza souffre dans l'ascension et passe au sommet avec un retard de plus de six minutes sur la tête. Il doit laisser filer des rivaux tels que Richard Carapaz, Mauricio Ortega ou Camilo Gómez. Carlos Becerra met à profit le moment de faiblesse de Mendoza, pour creuser suffisamment d'écart et devenir leader transitoire. Mais avec notamment le soutien d'un Sevilla, également en difficulté dans la montée, Mendoza grignote son retard dans la descente vers l'arrivée. Il le limite à vingt secondes sur Becerra et à moins de quarante secondes sur Carapaz, Ortega et Gómez. Ce qui lui permet de conserver la tête du classement général. Alors que Steven Calderón doit composer avec le retour d'Álvaro Duarte dans les vingt-cinq derniers mètres, celui-ci lui subtilisant le gain de l'étape. Giovanni Báez, deuxième du général au matin, victime d'une chute, est le grand battu du jour,,.

### 4 octobre: dixième et dernière étape
Déjà ville étape la veille, Ibagué (département du Tolima) accueille Omar Mendoza, premier llanero vainqueur d'un Clásico RCN.
Dans une étape nerveuse, avec de nombreuses tentatives d'échappées muselées par les formations désireuses de s'imposer dans la capitale musicale de Colombie, Alejandro Serna, de l'équipe locale Mundial de Tornillos-Pijaos, s'impose. Nombreux sont ceux qui ont été protagonistes dans la journée mais à deux kilomètres du terme, Serna s'enfuit et devance le sprint du peloton. Bien que Marvin Angarita échoue à la deuxième place, l'équipe Movistar Team América se satisfait largement avec la première place au classement général individuel d'Omar Mendoza et le classement des sprints spéciaux dominé de bout en bout par Cristian Talero. Même si le titre général échappe à la formation Orgullo Antioqueño, celle-ci remporte le classement par équipes alors que ses coureurs Jairo Salas décroche celui des étapes volantes et Cristhian Montoya ceux du meilleur grimpeur et de la combativité (Montoya se classant en outre troisième). Sur le podium protocolaire montent également Carlos Becerra dauphin de Mendoza, Óscar Sevilla, vainqueur du classement par points et Steven Calderón, la révélation, meilleur Espoir et quatrième au classement général,.

## Classement général final
139 coureurs terminent l'épreuve.
| Classement général final | Classement général final | Classement général final | Classement général final                            | Classement général final |
|                          | Coureur                  | Pays                     | Équipe                                              | Temps                    |
| ------------------------ | ------------------------ | ------------------------ | --------------------------------------------------- | ------------------------ |
| 1er                      | Omar Mendoza             | Colombie                 | Movistar Team América                               | en 39 h 50 min 39 s      |

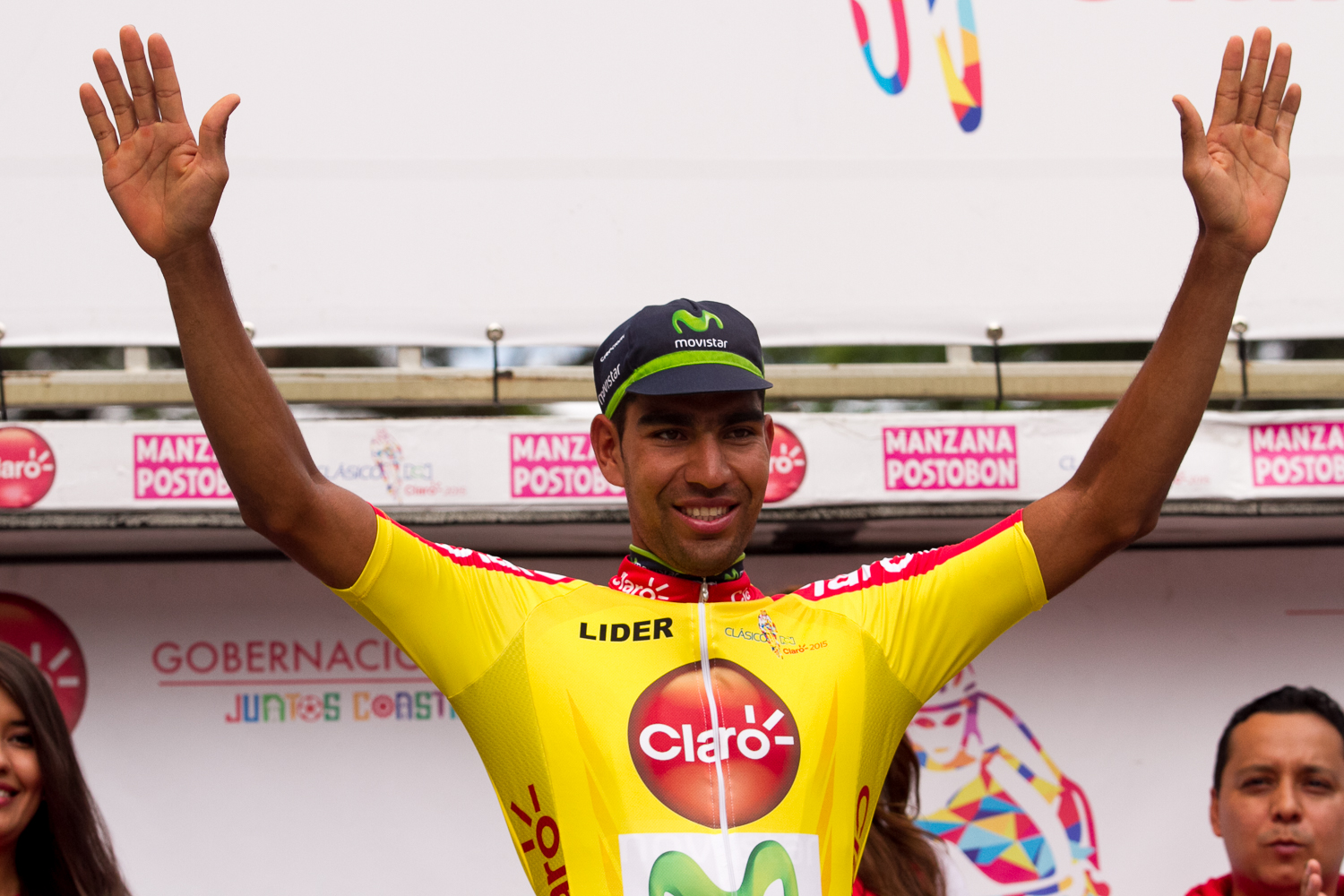
Omar Mendoza, le vainqueur de cette.

| 2e                       | Carlos Becerra           | Colombie Venezuela       | Formesan - Bogotá Humana - Construval               | + 19 s                   |
| 3e                       | Cristhian Montoya        | Colombie                 | Aguardiente Antioqueño - IDEA - Lotería de Medellín | + 44 s                   |
| 4e                       | Steven Calderón          | Colombie                 | Strongman-Campagnolo                                | + 1 min 41 s             |
| 5e                       | Luis Felipe Laverde      | Colombie                 | Coldeportes - Claro                                 | + 1 min 44 s             |
| 6e                       | Mauricio Ortega          | Colombie                 | Aguardiente Antioqueño - IDEA - Lotería de Medellín | + 1 min 47 s             |
| 7e                       | Arley Montoya            | Colombie                 | GW Shimano - Chaoyang - Envía - Kixx                | + 2 min 17 s             |
| 8e                       | Richard Carapaz          | Équateur                 | Strongman-Campagnolo                                | + 2 min 21 s             |
| 9e                       | Camilo Gómez             | Colombie                 | Coldeportes - Claro                                 | + 2 min 23 s             |
| 10e                      | Óscar Soliz              | Bolivie                  | Movistar Team América                               | + 2 min 29 s             |
| modifier                 |                          |                          |                                                     |                          |

## Évolution des classements
| Étapes             | Vainqueur          | Classement général | Classement des moins de 23 ans | Classement de la montagne | Classement par points | Classement des étapes volantes | Classement des sprints spéciaux | Classement par équipes                              |
| ------------------ | ------------------ | ------------------ | ------------------------------ | ------------------------- | --------------------- | ------------------------------ | ------------------------------- | --------------------------------------------------- |
| 1re étape          | Weimar Roldán      | Weimar Roldán      | Jordan Parra                   | Fernando Camargo          | Weimar Roldán         | Weimar Roldán                  | Cristian Talero                 | EPM - UNE                                           |
| 2e étape           | Omar Mendoza       | Weimar Roldán      | Aldemar Reyes                  | Fernando Camargo          | Weimar Roldán         | Weimar Roldán                  | Cristian Talero                 | EPM - UNE                                           |
| 3e étape           | Camilo Gómez       | Camilo Gómez       | Richard Carapaz                | Hernán Parra              | Weimar Roldán         | Juan Esteban Arango            | Cristian Talero                 | EBSA - Indeportes Boyacá                            |
| 4e étape           | Richard Carapaz    | Camilo Gómez       | Richard Carapaz                | Hernán Parra              | Weimar Roldán         | Kevin Ríos                     | Cristian Talero                 | EBSA - Indeportes Boyacá                            |
| 5e étape           | Freddy González    | Camilo Gómez       | Richard Carapaz                | Mauricio Ortega           | Óscar Sevilla         | Óscar Sevilla                  | Cristian Talero                 | EBSA - Indeportes Boyacá                            |
| 6e étape           | Cristhian Montoya  | Omar Mendoza       | Richard Carapaz                | Cristhian Montoya         | Óscar Sevilla         | Óscar Sevilla                  | Cristian Talero                 | Aguardiente Antioqueño - IDEA - Lotería de Medellín |
| 7e étape           | Stiber Ortiz       | Omar Mendoza       | Steven Calderón                | Cristhian Montoya         | Óscar Sevilla         | Jairo Salas                    | Cristian Talero                 | Aguardiente Antioqueño - IDEA - Lotería de Medellín |
| 8e étape           | Rafael Montiel     | Omar Mendoza       | Richard Carapaz                | Cristhian Montoya         | Óscar Sevilla         | Óscar Sevilla                  | Cristian Talero                 | Aguardiente Antioqueño - IDEA - Lotería de Medellín |
| 9e étape           | Álvaro Duarte      | Omar Mendoza       | Steven Calderón                | Cristhian Montoya         | Óscar Sevilla         | Óscar Sevilla                  | Cristian Talero                 | Aguardiente Antioqueño - IDEA - Lotería de Medellín |
| 10e étape          | Alejandro Serna    | Omar Mendoza       | Steven Calderón                | Cristhian Montoya         | Óscar Sevilla         | Jairo Salas                    | Cristian Talero                 | Aguardiente Antioqueño - IDEA - Lotería de Medellín |
| Classements finals | Classements finals | Omar Mendoza       | Steven Calderón                | Cristhian Montoya         | Óscar Sevilla         | Jairo Salas                    | Cristian Talero                 | Aguardiente Antioqueño - IDEA - Lotería de Medellín |

## Bilan sportif
Omar Mendoza remporte le plus grand succès de sa carrière et permet à sa formation Movistar Team América de conserver son titre. Bien que son coéquipier, et vainqueur sortant, Óscar Soliz le considérait, à la veille du départ, comme un prétendant à la victoire finale, Omar Mendoza s'impose à la surprise générale, profitant de l'échappée au long cours de la sixième étape puis en résistant aux principaux favoris dans les étapes montagneuses de la fin de l'épreuve. Les cinq premiers au classement général final étaient tous présents lors de cette nombreuse et longue fugue de l'étape de montagne finissant dans la municipalité d'El Santuario.